# Aaron des Y-Chromosoms
Der Aaron des Y-Chromosoms ist der angenommene früheste Vorfahre der Kohanim, einer patrilinearen Priesterkaste innerhalb des Judentums und Untergruppe der Leviten. Im jüdischen Tanach wird dieser Vorfahre mit Aaron identifiziert, dem Bruder des Moses.
Die Techniken, die verwendet wurden, um den Aaron des Y-Chromosoms zu finden, wurden zunächst vor allem in Bezug auf die Suche nach dem paternalen Vorfahren aller Menschen popularisiert, dem Adam des Y-Chromosoms.

## Hintergrund
Genetisch besitzt jeder gesunde Mensch 46 Chromosomen, jeweils 23 von jedem Elternteil. Zwei Chromosomen, X-Chromosom und Y-Chromosom, legen das Geschlecht fest. Frauen haben zwei X-Chromosomen, eins von der Mutter und eins vom Vater. Männer haben ein X-Chromosom von der Mutter und ein Y-Chromosom vom Vater übernommen.
Männer mit gemeinsamen paternalen Vorfahren müssen demnach auch ein gemeinsames Y-Chromosom aufweisen, das nur hinsichtlich bestimmter Mutationen Abweichungen aufweist. Mutationen des Y-Chromosoms treten mit einer verhältnismäßig konstanten Rate auf, die den Wissenschaftlern eine Berechnung erlauben, bis zu welcher Generation die Träger der ähnlichen Y-Chromosomen einen gemeinsamen Vorfahren hatten (siehe molekulare Uhr).
Eine andere Art DNA, mitochondriale DNA (mtDNA), befindet sich nicht auf einem Chromosom, sondern wird über das Zytoplasma der Eizelle von der Mutter auf das Kind übertragen. Die mtDNA stammt nahezu vollständig von der Mutter und bleibt ebenfalls – bis auf angesammelte Mutationen – unverändert.

## Die Hypothese
Die Zugehörigkeit zum Judentum verläuft traditionsgemäß über die mütterliche Linie. Die Zugehörigkeit zur spezifischen Gruppe der jüdischen Priester (Kohanim) definiert sich jedoch patrilinear. Die Kohanim behaupten, die direkte Nachkommenschaft Aarons, des Mosebruders zu sein. Da männliche Kinder das Y-Chromosom immer vom Vater erhalten, lässt sich vermuten, dass alle Kohanim das gleiche Y-Chromosom gemeinsam haben müssten, abgesehen von Mutationen seit Aaron.

## Test der Hypothese
Diese Hypothese wurde zunächst von Karl Skorecki und Mitarbeitern in Haifa, Israel, getestet. Dabei entdeckten sie 1997 bei den Kohanim einen auffällig hohen Anteil bestimmter Y-Chromosom-Marker, was als Bestätigung der Hypothese gilt. Andere Studien stützten die Entdeckung und datierten den Ursprung der gemeinsamen DNA auf ungefähr vor 3000 Jahren (mit aus der unterschiedlichen Generationendauer herrührenden Abweichungen). Dies führte zur Entwicklung des Cohen Modal Haplotype (CMH), eines Satzes von Y-Chromosom-Markern (DNA Y-chromosome segment, DYS), die auf den biblischen Aaron zurückgehen könnten.

## Cohen Modal Haplotype
Der Cohen Modal Haplotype sieht folgendermaßen aus:
DYS19/DYS394 = 14
```
DYS388 = 16
DYS390 = 23
DYS391 = 10
DYS392 = 11
DYS393 = 12
```

Der Cohen Modal Haplotype gehört zur Haplogruppe J (Y-DNA).

## Kritik und Erwiderung
Die Entdeckung führte zu hoher Aufregung bei religiösen Kreisen, wo man eine Art „Beweis“ der historischen Wahrheit der Bibel feierte; sie löste andererseits aber auch Kritik aus.

### Andere Träger der DNA
Es gibt auch nichtjüdische Populationen, bei denen der Cohen Modal Haplotype in auffälliger Zahl gefunden wurde. So etwa bei Italienern. Denkbarer Zusammenhang ist die geschichtlich belegte Verschleppung jüdischer Sklaven nach Rom, bzw. dem heutigen Italien, insbesondere in Verbindung mit dem Bau des Kolosseums.
Die in Südafrika und Simbabwe beheimateten Lemba führen ihre Herkunft auf das Judentum zurück. Die genetischen Befunde vor allem im Priesterclan der Lemba bestätigen diese Überlieferung. In einigen Gruppen von Kurden kommt der CMH ebenfalls vor.

### Levi des Y-Chromosoms?
Während man annimmt, die Kohanim seien patrilineare Abkömmlinge des Mosebruders Aaron (Aaroniten), gelten die Leviten (die nächste Ebene der jüdischen Priesterschaft) traditionsgemäß als patrilineare Abkömmlinge von Levi, dem Sohn von Jakob und Urgroßvater von Aaron. Folglich müssten auch die Leviten eine gemeinsame Y-Chromosom-DNA aufweisen.
Eine Untersuchung von Männern, die sich zu den Leviten zählten, fand in großer Zahl eindeutige Marker als Hinweis, dass vielfach Nicht-Aaroniten der levitischen Herkunft zuzurechnen sind. Ein bestimmter Marker weist bei den gegenwärtigen osteuropäischen (aschkenasischen) Juden zu über 50 Prozent auf die Leviten, also auf einen gemeinsamen männlichen Vorfahren innerhalb der letzten 2000 Jahre, außerdem auf einen hohen Anteil der Leviten innerhalb der Gruppe der Aschkenasim. Dieser Marker gehört allerdings der Haplogruppe R1a1-Z93 an, einem speziell orientalisch-asiatischen Zweig, dem auch die osteuropäischen Juden (Aschkenasim) einschließlich der deutschen Juden angehören. Im Orient tritt die Haplogruppe R1a1-Z93 (neben anderen) auch bei Iranern, Persern, Paschtunen, Kurden, Arabern sowie im Kaukasus und in Anatolien auf, grob gesagt also bei Orientalen mit indoarischer Herkunft. Auch in der indischen Brahmanenkaste gibt es einen erhöhten Anteil indoarischer Herkunft.
Die Haplogruppe R1a wird mit der Wanderbewegung der Indoeuropäer nach Osten in Verbindung gebracht und steht in direktem Zusammenhang mit der Verbreitung der Schnurkeramiker und der Kugelamphoren-Kultur, kurz gesagt vom Rhein bis zum Uralgebirge mit Ausdehnung bis nach Asien. Der Zusammenhang der europäischen mit der orientalisch-asiatischen Haplogruppe und ihre Trennung ist noch nicht geklärt.